# Atilio Pessagno (juez)
Atilio Pessagno (Buenos Aires, 8 de septiembre de 1886 - Buenos Aires, 8 de septiembre de 1965) fue un Ministro de la Corte Suprema de Justicia de Argentina.

## Actividad docente
Estudió  en la Facultad de Derecho de la Universidad de Buenos Aires, donde se recibió de abogado en 1911 con una tesis sobre Los estatutos en el derecho internacional privado, y obtuvo medalla de oro. También estudió en el Instituto Nacional del Profesorado Secundario.
Fue profesor de Derecho Constitucional y Administrativo en la Facultad de Derecho de la Universidad de Buenos Aires desde 1913 como suplente y entre 1927 y 1946 como titular. Fue profesor de Derecho Procesal Penal en la misma facultad y, posteriormente, de Derecho Público en la Facultad de Ciencias Económicas de la Universidad de Buenos Aires.

## Obras
Entre otros trabajos especializados publicó Política comercial y legislación aduanera y fiscal, Legislación fiscal y tramitación aduanera, Poderes de policía, El endoso en materia cambiaria y Consideraciones sobre la legislación agraria argentina.

## Actividad política y judicial
Trabajó en el Ministerio de Agricultura de la Nación en tareas administrativas, como subsecretario y oficial mayor.
En diciembre de 1948 fue elegido Convencional por la Capital Federal para integrar la Convención Constituyente que se reunió entre enero y marzo de 1949 y reformó la Constitución Nacional.
El presidente Perón por decreto del 7 de octubre de 1949 lo designó juez de la Corte Suprema de Justicia para cubrir la vacante dejada por el fallecimiento de Justo Lucas Álvarez Rodríguez.
Ya incorporado a ese Tribunal integró la comisión de reformas al código de procedimientos en lo criminal y de la ley orgánica de los tribunales.
En 1951 fue interventor en el Poder Judicial de la provincia de Salta.

## Algunas resoluciones de la Corte que integró
La Corte en el caso “José Bassi” declaró que los decretos del Poder Ejecutivo podían establecer jurisdicción militar especial para juzgar a civiles, si bien limitada al conocimiento de delitos y faltas vinculados con el servicio. Cuando se declaró el estado de guerra interno el 28 de septiembre de 1951 por un decreto convalidado luego por la ley 14.062, la mayoría de los jueces de la Corte entendieron que la declaración del estado de guerra, aún en el orden interno, era acto político y privativo de los poderes políticos y declararon la constitucionalidad de la ley. Posteriormente, al rechazar el recurso de habeas corpus por un detenido resolvieron que sólo podía intervenir la justicia para juzgar las formas, condiciones y extensión en la aplicación del estado de guerra interna y el estado de sitio a los casos particulares. En sentido concordante, rechazó los habeas corpus fundados en la inconstitucionalidad de la ley 14.062.
La Corte dictó una serie de acordadas destinadas a demostrar su lealtad hacia el presidente y su esposa. Por Acuerdo del 26 de junio de 1952, se le dio el nombre de Eva Perón a la Biblioteca de la Corte; por Acuerdo del 17 de julio de 1952, se adhirió a la Comisión Nacional Pro Monumento a Eva Perón, que todavía no había fallecido; por Acuerdo del 15 de abril del mismo año, la Corte se adhirió al acto de homenaje al presidente Perón por su acción de gobierno y declaró asueto para la concurrencia al acto público. Ninguno de estos acuerdos fue firmado por el juez Tomás Darío Casares.
En el caso de un juez que reclamó amparo por considerar violada la garantía constitucional de inamovilidad al ser trasladado por decreto del Poder Ejecutivo del 21 de noviembre de 1952, la Corte declaró que no tenía competencia en ejercicio de la superintendencia sobre los jueces de la justicia nacional que le otorgaba el art. 94 del nuevo texto constitucional aprobado en 1949, para decidir sobre la constitucionalidad de los actos emanados de los otros poderes. El juez Casares votó  en disidencia manteniendo el criterio  que había expresado en casos similares en 1945.
La Corte con los votos de Valenzuela, Longhi y Pessagno –con la disidencia de Casares- confirmó la sanción disciplinaria a dos Secretarios federales de Córdoba aplicadas por “exhibir distintivos que los individualizaban como afiliados a congregaciones o asociaciones católicas” que quebraban “la solidaridad total que se debe al Excmo. Sr. Presidente de la Nación, Gral. Perón, y al sentido de la política de su gobierno”. Como esta sanción no estaba firme, la nueva Corte integrada por jueces designados por el gobierno de facto la dejó sin efecto porque no había norma que impidiera a los funcionarios usar distintivos de su fe religiosa.
Luego de ser derrocado Perón, fue separado del cargo por el gobierno de facto emergente del golpe de Estado por decreto Nº 318 del 4 de octubre de 1955.
Compartió La Corte Suprema en distintos momentos con Tomás Darío Casares, Luis Ricardo Longhi y Felipe Santiago Pérez y Rodolfo Guillermo Valenzuela.
Falleció en Buenos Aires el 8 de septiembre de 1965.